# Färöischer Fußballpokal 1984
Der Färöische Fußballpokal 1984 fand zwischen dem 18. April und 16. August 1984 statt und wurde zum 30. Mal ausgespielt. Im Endspiel, welches im Stadion Undir Mýruhjalla in Skáli ausgetragen wurde, siegte HB Tórshavn mit 2:0 gegen Titelverteidiger GÍ Gøta und konnte den Pokal somit zum 19. Mal gewinnen.
HB Tórshavn und GÍ Gøta belegten in der Meisterschaft die Plätze drei und sechs. Mit VB Vágur und ÍF Streymur erreichten zwei Drittligisten das Viertelfinale.

## Teilnehmer
Teilnahmeberechtigt waren folgende 22 A-Mannschaften der vier färöischen Ligen:
| 1. Deild                                                                                    | 2. Deild                                                                                  | 3./4. Deild                                                                 |
| B36 Tórshavn B68 Toftir GÍ Gøta HB Tórshavn KÍ Klaksvík LÍF Leirvík NSÍ Runavík TB Tvøroyri | Fram Tórshavn ÍF Fuglafjørður MB Miðvágur Royn Hvalba SÍ Sørvágur SÍ Sumba SÍF Sandavágur | AB Argir B71 Sandur EB Eiði ÍF Streymur Skála ÍF Stranda Bóltfelag VB Vágur |

## Modus
Elf ausgeloste Mannschaften waren für die 2. Runde gesetzt. Die verbliebenen Teams spielten in zwei Runden die restlichen fünf Teilnehmer aus. Alle Runden wurden im K.-o.-System ausgetragen.

## Qualifikationsrunde
Die Partie der Qualifikationsrunde fand am 18. April statt.
|             | Ergebnis  |          |
| ----------- | --------- | -------- |
| TB Tvøroyri | 7:0 (-:-) | SÍ Sumba |

## 1. Runde
Die Partien der 1. Runde fanden am 25. April statt.
|                 | Ergebnis  |             |
| --------------- | --------- | ----------- |
| Fram Tórshavn   | 2:1 (1:1) | AB Argir    |
| ÍF Fuglafjørður | 1:2 (-:-) | LÍF Leirvík |
| ÍF Streymur     | 1:0 (-:-) | Skála ÍF    |
| MB Miðvágur     | 1:0 (-:-) | SÍ Sørvágur |
| VB Vágur        | 2:0 (-:-) | Royn Hvalba |

## 2. Runde
Die Partien der 2. Runde fanden am 9. und 31. Mai statt.
|                   | Ergebnis                         |             |
| ----------------- | -------------------------------- | ----------- |
| B36 Tórshavn      | 4:2 (-:-)                        | B71 Sandur  |
| EB Eiði           | 1:6 (1:2)                        | GÍ Gøta     |
| Fram Tórshavn     | 0:1 (-:-)                        | MB Miðvágur |
| KÍ Klaksvík       | 2:2 n. V. (1:1, 0:1) (3:4 i. E.) | B68 Toftir  |
| LÍF Leirvík       | 1:2 (-:-)                        | ÍF Streymur |
| SÍF Sandavágur    | 2:3 (1:3)                        | HB Tórshavn |
| Stranda Bóltfelag | 1w/o 1                           | NSÍ Runavík |
| VB Vágur          | 11:0 (-:-) 2                     | TB Tvøroyri |

## Viertelfinale
Die Viertelfinalpartien fanden am 14. und 17. Juni statt.
|             | Ergebnis             |              |
| ----------- | -------------------- | ------------ |
| MB Miðvágur | 11:4 (0:0) 1         | NSÍ Runavík  |
| B68 Toftir  | 2:1 (-:-)            | B36 Tórshavn |
| GÍ Gøta     | 4:2 (2:0)            | VB Vágur     |
| HB Tórshavn | 3:2 n. V. (2:2, 0:1) | ÍF Streymur  |

## Halbfinale
Die Hinspiele im Halbfinale fanden am 24. Juni statt, die Rückspiele am 1. Juli.
|             | Gesamt |             | Hinspiel  | Rückspiel |
| ----------- | ------ | ----------- | --------- | --------- |
| GÍ Gøta     | 7:3    | B68 Toftir  | 2:1 (1:0) | 5:2 (1:1) |
| HB Tórshavn | 7:3    | NSÍ Runavík | 4:1 (1:1) | 3:2 (3:1) |

## Finale
Das Finale sollte ursprünglich am 5. August ausgetragen werden, wurde jedoch auf den 16. August verschoben.
| Paarung        | HB Tórshavn – GÍ Gøta |
| Ergebnis       | 2:0 (1:0) |
| Datum          | 16. August 1984 |
| Stadion        | Undir Mýruhjalla, Skáli |
| Zuschauer      | 250 |
| Schiedsrichter | Øssur Mohr (Fuglafjørður) |
| Tore           | 1:0 Erling Jacobsen (19.) 2:0 Kári Reynheim (68.) |
| HB Tórshavn    | Mikkjal Mikkelsen – Jóannes Jakobsen , Julian Hansen, Heini Joensen, Hjørleif Niclasen, Elias Mikkelsen – Høgni í Stórustovu, Leivur Holm, Kári Reynheim, Tummas Óli Mortensen – Erling Jacobsen Cheftrainer: Sverri Jacobsen |
| GÍ Gøta        | Rúni Jacobsen – Janus Rasmussen, Jóannes M. Mikkelsen, Hallur Hansen, Páll Gregersen, Dánjal Jarnskor , Poul Enok Hansen – John Jarnskor, Pauli Jarnskor – Magnus Gregersen, Petur Páll Mikkelsen                             |
| Gelbe Karten   | Elias Mikkelsen – Hallur Hansen, Magnus Gregersen |
| Besonderheiten | Jógvan Gregersen und Torry í Bartalsstovu wurden auf Seiten von GÍ Gøta eingewechselt, wer für sie ausgewechselt wurde, ist nicht bekannt.                                                                                    |